# 영월교통
영월교통(寧越交通)은 강원특별자치도 영월군의 농어촌버스 회사이고 본사는 강원특별자치도 영월군 영월읍 하송로 193 (하송리)에 있다.

## 운행노선
- 영월 ~ 마차리 (일부시간대에 미탄까지 운행.)
- 영월 ~ 함백
- 영월 ~ 마하
- 영월 ~ 주천
- 영월 ~ 주천 ~ 용석
- 영월 ~ 주천 ~ 황둔
- 영월 ~ 주천 ~ 도원 ~ 도천
- 영월 ~ 주천 ~ 두산 ~ 운학 (1일 1회는 운학3리까지 운행.)
- 영월 ~ 신동
- 영월 ~ 평창
- 영월 ~ 법흥
- 영월 ~ 덕상
- 영월 ~ 세골APT
- 영월 ~ 흥월리
- 영월 ~ 공기
- 영월 ~ 하동
- 영월 ~ 후탄
- 영월 ~ 문산
- 영월 ~ 직동
- 영월 ~ 내리
- 영월 ~ 광천 ~ 선돌
- 영월 ~ 옹정리
- 영월 ~ 한반도지형
- 영월 ~ 구인사
- 영월 ~ 쌍용리
- 영월 ~ 조전리
- 영월 ~ 주문리
- 영월 ~ 김삿갓면
- 영월 ~ 선암마을
- 영월 ~ 상동
- 영월 ~ 내덕 ~ 녹전
- 영월 ~ 옥동 ~ 녹전
- 영월 ~ 녹전 ~ 상동

## 보유 차종
총 16대를 보유 중이다.
- 현대 뉴 카운티
- 현대 카운티 뉴 브리즈
- 현대 그린시티